# Van Partible
Van Partible (né Efrem Giovanni Bravo Partible en 1971) est un animateur, scénariste et producteur américain d'origine philippine, mieux connu pour la création de la série télévisée d'animation Johnny Bravo. 

## Carrière

### Débuts
Partible est né à Manille est a grandi avec une grande passion pour le dessin. Bien qu'il dessinait ses héros préférés depuis sa collection de vieilles bandes-dessinées, ce n'est qu'à partir du lycée que Partible décide de poursuivre sa carrière dans l'animation. Partible commence ses études à l'Université Loyola Marymount, dans laquelle il travaille sur un projet nommé Mess O' Blues (1993). Le projet se portait sur trois imitateurs d'Elvis Presley, mais Partible décide en ce temps de se baser que sur un seul. Achevant ses études en 1993, Partible, alors âgé de 22 ans, n'avait que très peu d'expérience dans le domaine de l'animation ; il décide alors de participer à un programme d'éducation dans une école primaire. De son côté, le professeur en animation de Partible, Dan McLaughlin, décide de montrer Mess O' Blues à l'un de ses amis employé aux studios Hanna-Barbera. Le studio accueille positivement ce projet et contacte Partible lui demandant de produire un cartoon de sept minutes s'inspirant de ce projet – ce qui deviendra par la suite Johnny Bravo.

### Johnny Bravo
Le court-métrage animé est ainsi réaliser pour passer dans le tout nouveau programme créé par la chaîne télévisée Cartoon Network intitulé World Premiere Toons. Également connu sous le nom de What a Cartoon! Show, le programme se base sur des courts-métrages innovateurs (trois par épisode d'une demi-heure) reprenant la structure du cartoon théâtral dont les storyboards et les dessins étaient effectués par des créateurs/producteurs indépendants. Partible partageait le même logement que Craig McCracken (créateur des Supers Nanas), Paul Rudish (un designer de cette série), et Genndy Tartakovsky (créateur du Laboratoire de Dexter). Les deux seuls étudiants à peine sorti de l'école par la suite employés pour cette société étaient Partible et Seth MacFarlane (créateur des Griffin, American Dad! et du Cleveland Show).  Partible change le look de son personnage de Mess O’ Blues et de ce fait « deviendrait un personnage iconique au look de James Dean des années '50 qui parlerait comme Elvis. » Partible choisit la voix de l'acteur Jeff Bennett pour doubler Johnny Bravo.
Johnny Bravo, est diffusé pour la première fois dans le programme World Premiere Toons le 26 mars 1995. Cet épisode pilote montre Johnny tentant d'impressionner une jeune gardienne de zoo en tentant de capturer un gorille qui s'y est échappé. Partible, en compagnie d'une petite équipe d'animateurs, animent eux-mêmes ce court-métrage aux studios Hanna-Barbera en utilisant le système d'encrage et de peinture. Deux nouveaux courts-métrages ont par la suite été réalisés ; la série se popularise et Cartoon Network commande une première saison de Johnny Bravo, avec treize épisodes. 
L'équipe de la première saison de Johnny Bravo se constitue de plusieurs scénaristes, animateurs, et réalisateurs du programme World Premiere Toons, dont MacFarlane, Hartman, Steve Marmel (en) et John McIntyre. L'animateur de légende Joseph Barbera a également participé à la consultation créative de la première saison. La série débute le 7 juillet 1997 pour terminer en trois saisons. Pour des raisons encore inconnues, Partible quitte l'équipe et ne participe pas à la réalisation des deuxième et troisième saisons ; il ne participe uniquement qu'à la création d'un épisode spécial et de la quatrième saison.

### Autres projets
Partible participe également à des projets pour Film Roman, Walt Disney Television Animation, Fox Kids et de la série Médium de la chaîne NBC durant les trois premières saisons. Partible est actuellement producteur exécutif pour la programmation de Cartoon Network Asie, et enseigne l'animation à l'Université Loyola Marymount.